# Symbolanthus rosmarinifolius
Symbolanthus rosmarinifolius är en gentianaväxtart som beskrevs av Struwe och Albert. Symbolanthus rosmarinifolius ingår i släktet Symbolanthus och familjen gentianaväxter. Inga underarter finns listade i Catalogue of Life.